# Brillia laculata
Brillia laculata är en tvåvingeart som beskrevs av Oliver och Henri François Anne de Roussel 1983. Brillia laculata ingår i släktet Brillia och familjen fjädermyggor. Inga underarter finns listade i Catalogue of Life.